# José Bernardino Quijada Vivanco
José Bernardino Quijada Vivanco (Lontué, 20 de mayo de 1848-?) fue un educador chileno.
Nació en Lontué, provincia de Talca, el 20 de mayo de 1848. Fueron sus padres don Pedro Pablo Quijada y la señora Cármen Vivanco. Hizo sus primeros estudios de humanidades en el Liceo de Curicó y en el de Talca. Cursó los ramos de la carrera del preceptorado en la Escuela Normal de Santiago. Se inició en el profesorado en 1863, sirviendo a la instrucción primaria en la provincia de su nacimiento, en escuelas elementales y superiores del Estado. En 1865, fue nombrado profesor del Liceo de Talca y bibliotecario del mismo establecimiento. En 1869, se le nombró profesor del colegio de San Vicente de Paula. Hasta 1871 se consagró a la enseñanza en diversos establecimientos de educación en su provincia natal. En 1872 fue nombrado rector del Liceo de Ancud, teniendo a su cargo varias asignaturas. En 1873 se le nombró tesorero municipal de aquel departamento. En 1885 fue nombrado rector del Liceo de Rancagua, en cuyo puesto permaneció durante dos años. En diversas ocasiones ha sido propuesto en las ternas para los rectorados de los liceos de Chillán, Concepción, y Santiago. Al fundarse el Instituto Pedagógico, fue comisionado por el gobierno para hacer estudios especiales en ese plantel, a fin de introducir reformas en los métodos de enseñanza de los liceos. En cumplimiento de disposiciones del Ministerio de Instrucción Pública, visitó los liceos de Valdivia, Puerto Montt, y Ancud. Jubilado después de treinta y cuatro años de buenos servicios a la instrucción pública.